# بوريس ديميتروف
بوريس ديميتروف (بالبلغارية: Борис Димитров)‏ هو دراج بلغاري، (و. 1912  م).

## وصلات خارجية
- بوريس ديميتروف على موقع أرشيف الدراجات (الإنجليزية)
- بوريس ديميتروف على موقع أوليمبيديا (الإنجليزية)